# Video Explosion
Video Explosion es un videoálbum del boy band puertorriqueña Menudo, lanzado en 1986 por las discográficas Columbia Pictures Home Video y RCA Records, el primer fonograma audiovisual del quinteto, en esa época formado por Charlie, Robby, Ricky, Roy y Ray. 
En 1985, el grupo lanzó un álbum autotitulado con diez canciones en inglés, siete de ellas inéditas y tres versiones del álbum Evolución, de 1984. Para promover el álbum, se realizó una gira en territorio estadounidense, patrocinada por Pepsi, que tuvo como novedad el uso de una banda tocando en vivo. Anteriormente, sus presentaciones eran realizadas mediante playback. La gira comenzó en Nueva York y pasó por ciudades como Filadelfia, San Francisco, San Diego, Los Ángeles, San Antonio, Corpus Christi, Chicago y Miami.
En 1986, la discográfica RCA lanzó uno de los conciertos de la gira en VHS. Todas las canciones del álbum, excepto "Transformation", tienen performances incluidas en este álbum de video. El título del VHS proviene de la pista que abre el lado B del LP Menudo, titulada "Explosion". El material estuvo fuera de circulación comercial durante aproximadamente 10 años, hasta que la discográfica Lightyear Entertainment lo relanzó en 1999.
En 2002, Image Entertainment junto con Lightyear Entertainment relanzó el trabajo en un DVD, excluyendo algunas canciones de un largo medley con canciones de éxito de otros artistas. El DVD tiene sonido estéreo Dolby Digital 5.1 y no incluye subtítulos.

## Recepción crítica
En cuanto a las reseñas de los críticos especializados en música, el crítico del sitio AllMusic evaluó con solo una estrella de cinco, sin embargo, no escribió ningún comentario sobre el álbum.
El crítico Doug Pratt, al analizar el DVD en su libro Doug Pratt's DVD: Movies, Television, Music, Art, Adult, and More!, afirmó que el concierto de 1986 presenta actuaciones coreografiadas, pero vacilantes, y voces desafinadas. Destaca que el show parece estar dirigido tanto a fanáticos nostálgicos como al público hispano, aunque las canciones son en inglés y de difícil comprensión. Pratt también señala problemas técnicos en el DVD, como la calidad de imagen granulada y colores desvaídos, además del sonido estéreo de baja calidad y la ausencia de subtítulos. En tono irónico, observa que la interpretación de "Just a Gigolo" por el grupo simboliza bien el futuro incierto de los integrantes después de su paso por Menudo.

## Lista de canciones
| Nº   | Título                            |
| ---- | --------------------------------- |
| 1    | "Explosion"                       |
| 2    | "When I Dance With You"           |
| 3    | "Panuelo Blanco Americano"        |
| 4    | "Chocolate Candy"                 |
| 5    | "Oh, My Love"                     |
| 6    | "You And Me All The Way"          |
| 7    | "Please Be Good To Me"            |
| 8    | "If You're Not Here (By My Side)" |
| 9    | "Don't Hold Back"                 |
| 10   | "Come Home"                       |
| 11   | "Medley:"                         |
| 11.1 | "I Can't Fight This Feeling"      |
| 11.2 | "I Want to Know What Love Is"     |
| 11.3 | "You're The Inspiration"          |
| 11.4 | "Everything She Wants"            |
| 11.5 | "One Night In Bangkok"            |
| 11.6 | "Just a Gigolo"                   |
| 11.7 | "Sussudio"                        |
| 11.8 | "Rhythm Of The Night"             |
| 12   | "Hold Me"                         |